# Kent Hovind
Kent Hovind (* 15. ledna 1953) je americký misionář a křesťanský fundamentalista, který na základě čtení biblické knihy Genesis hlásá nedávné stvoření světa (Young Earth creationism) a další hypotézy odporující evoluci. Roku 1989 založil společnost Creation Science Evangelism (CSE), která má sídlo v Pensacola na Floridě, kde Kent Hovind také bydlí. Tuto organizaci roku 2007 převzal jeho syn Eric Hovind poté, co Kent Hovind nastoupil desetiletý trest odnětí svobody za neplacení daní. V roce 2007 byl odsouzen na 10 let do vězení, ale na počátku července roku 2015 byl propuštěn.